# برادلي بول
برادلي أورموند بول (بالإنجليزية: Bradley Ormond Paul؛ مواليد 1972) هو شاعر و‌كاتب سيناريو أمريكي.
يعيش في لوس أنجلوس مع زوجته الفنانة والكاتبة كاري بول.

## وصلات خارجية
- موقع المؤلف (بالإنجليزية)
- موقع كاري بول (بالإنجليزية)